# Gorogobius stevcici
Gorogobius stevcici är en fiskart som beskrevs av Kovacic och Ulrich K. Schliewen 2008. Gorogobius stevcici ingår i släktet Gorogobius och familjen smörbultsfiskar. Inga underarter finns listade i Catalogue of Life.